# Paul Neumann
|  | No s'ha de confondre amb Paul Newman. |

Paul Neumann o Paul Newman (Viena, 13 de juny de 1875 - Viena, 9 de febrer de 1932) va ser un nedador austríac que va prendre part en els Jocs Olímpics de 1896, a Atenes, i que fou el primer austríac a guanyar un or olímpic.
Neumann va disputar les dues proves llargues del programa de natació dels Jocs Olímpics de 1896. En la prova dels 500 metres lliures guanyà la cursa amb un temps de 8' 12.6", superant en més d'un minut i mig al grec Antonios Pepanos; mentre en els 1200 metres lliures, disputada a continuació de la cursa dels 500 metres, hagué d'abandonar.
En acabar els Jocs es traslladà als Estats Units per continuar els estudis de medicina a Chicago i Filadèlfia. Allà continuà practicant la natació i establí els rècords del món en 2, 3, 4 i 5 milles, a banda de guanyar els Campionats dels Estats Units i el Canadà.